# Oreomyrrhis
Oreomyrrhis là chi thực vật có hoa trong họ Apiaceae.